# Юдіт Ессер Міттаг
Юдіт Ессер Міттаг (нім. Judith Esser Mittag; 12 листопада 1921, ? — 1 травня 2020, ?) — німецький гінеколог. Увійшла в історію як винахідниця безапплікаторних тампонів o.b. і популяризаторка ідей жіночої гігієни.

Юдіт Ессер Міттаг вивчала медицину з 1940 по 1945 роки у Кельнському університеті та в Боннському університеті, далі працювала у кліниці міста Вупперталя.
Завдяки знанням жіночої анатомії, Юдіт Ессер Міттаг в 1947 р. консультувала Карла Хана і Гайнца Міттага у створенні тампонів o.b. Згодом вона вийшла заміж за Гайнца Міттага.
В 1951 р. Юдіт Ессер Міттаг отримала диплом лікаря-спеціаліста (Fachärztin) з гінекології та акушерства.

## Наукові праці
- Pädiatrische Gynäkologie (Mitverfasserin), Springer, Berlin u.a. 1987 ISBN 3-540-17805-8 / ISBN 0-387-17805-8
- Der Liebe auf der Spur. Das Buch zur achtteiligen Spielfilmserie über Liebe und Sexualität (Mitverfasserin), Albanus, Düsseldorf 1989 ISBN 3-9802057-0-3
- Jugendsexualität heute. Tabus — Konflikte — Lösungen, Beltz und Quadriga, Weinheim und Berlin 1994 ISBN 3-88679-236-6
- Frauen in Gesundheit und Krankheit. Die neue frauenheilkundliche Perspektive, Trafo, Berlin 1996 ISBN 3-930412-96-9
- Kinder- und Jugendgynäkologie. Atlas und Leitfaden für die Praxis (Hrsg. mit Alfred S. Wolf), Schattauer, Stuttgart 1996 ISBN 3-7945-1558-7